# No Retreat... No Surrender
No Retreat... No Surrender è il secondo album in studio del gruppo musicale norvegese Nocturnal Breed, pubblicato nel 1998 dalla Hammerheart Records.

## Tracce
1. The Artillery Command – 3:12
2. Thrash the Redeemer – 3:13
3. Warhorse – 3:41
4. Killernecro – 2:09
5. No Retreat... No Surrender – 5:02
6. Beyond Control – 1:18
7. Sodomite – 3:59
8. Fist of Fury – 2:35
9. Under the Blade (cover dei Twisted Sister) – 4:01
10. Roadkill Maze – 3:45
11. Possessed – 2:57
12. Armageddon Nights – 8:13
13. Insane Tyrant (Outro) – 1:02

## Formazione

### Gruppo
- S.A. Destroyer – voce, chitarra, basso
- Ed Damnator – chitarra
- I. Mastor – chitarra, voce aggiunta
- Tex Terror – batteria, percussioni, voce aggiunta